# Crayon (canção)
"Crayon" (hangul: 크레용; rr: Keureyong) é uma canção do cantor e rapper sul-coreano G-Dragon. Foi lançada em 15 de setembro de 2012 pela YG Entertainment como o segundo single e a faixa principal de seu primeiro extended play (EP) One of a Kind (2012). A canção foi escrita e produzida por G-Dragon juntamente com Teddy Park. Após o seu lançamento, figurou no top 3 da parada sul-coreana Gaon.

## Antecedentes e composição
Durante o processo de desenvolvimento de "Crayon", despendeu-se um grande tempo para a sua produção, Yang Hyun-suk, executivo da YG Entertainment, visitou G-Dragon no estúdio de gravação e perguntou-lhe se existia alguma forma de muitas pessoas quererem ouvir a canção e gostarem de seu refrão. Então Teddy apresentou diversas ideias divertidas para seu desenvolvimento e a mesma foi concluída rapidamente. "Crayon" é uma canção que mistura os gêneros de hip hop e música eletrônica. Seu título é um neologismo feito da palavra "Crazy On". A faixa foi observada por mostrar a mente experimental dos dois compositores.
Em 3 de setembro de 2012, a YG Entertainment anunciou a lista de faixas do EP One of a Kind, que incluiu a informação de que a canção "Crayon" seria a faixa título do mesmo.

## Apresentações ao vivo
G-Dragon apresentou "Crayon" juntamente com outras faixas de One of a Kind, no programa You Hee-yeol's Sketchbook da KBS2 em 19 de outubro de 2012. Sua participação resultou em um aumento de 75% na demanda por ingressos pelo público. Ele também cantou o single no programa de música Inkigayo da SBS obtendo uma recepção positiva. O jornal The Korea Herald saudou ambas apresentações como uma "alegre aventura" para o público. Durante o Mnet Asian Music Awards do mesmo ano, os membros de seu grupo Big Bang, realizaram um remake da canção, com T.O.P escrevendo novas letras de rap para seu primeiro verso, Daesung cantando o primeiro refrão, Taeyang fazendo o rap do segundo verso e Seungri juntando-se ao segundo refrão.
"Crayon" ainda esteve presente na primeira turnê mundial de G-Dragon, onde foi apresentada como uma remistura híbrida juntamente com "Fantastic Baby" do Big Bang.

## Recepção da crítica
"Crayon" recebeu uma recepção positiva da critica especializada. David Bevan da revista Spin nomeou-a como o melhor single de 2012 e descreveu que a faixa "sentiu-se muito significativa para a ocasião, muito impetuosa, por ter vindo de um líder de uma boy band". Corban Goble da publicação Pitchfork, nomeou-a como "magnífica", e escreveu que a mesma representa "um choque lógico de fluorescência, com EDM de batida do tipo alarme, um canto de torcida e um referencial de G-Dragon, que traz um rap afiado onde cada elemento vibra com eletricidade". Para David Jeffries do website Allmusic, "Crayon" é uma canção "cinética".
Jon Caramanica do jornal The New York Times escreveu que "Crayon" "é de uma intensidade pneumática, com um eixo vindo do rap sulista" e acrescentou que a mesma estabeleceu "um nível quase que impossivelmente alto". Nick Catucci da revista Rolling Stone em sua análise sobre a canção, deu a "Crayon" um total de três estrelas de cinco. Para Jeff Benjamin da Fuse, a canção "é uma das faixas de assinatura de G-Dragon", para ele sua "união com uma dança louca é a garantia para fazer" o público, durante as apresentações ao vivo, "permanecerem elétricos". E. Alex Jung da Vulture.com concentrou-se em destacar a figura de G-Dragon, para ele a canção "é o melhor exemplo de seu poder camaleônico", uma vez que "demonstrou sua capacidade de metabolizar a cultura pop e a moda em uma escala global e reformá-la em sua própria estética".

## Vídeo musical
O vídeo musical de "Crayon" foi dirigido por Seo Hyun-seung e estreou em 15 de setembro de 2012, nele G-Dragon transforma-se em diversos personagens, como médico, estilista, um rapaz amante de livros, dentre outros. Ele é visto com diversos penteados e cores de cabelo variados. Utilizando-se da frase "Why so serious?" (em português: "Porque tão sério?") contida na letra da canção, o vídeo musical exibe seu talento e humor próprios, trazendo jocosidade a todos que observam a produção.
A Fuse escolheu "Crayon" como um dos "videos musicais imperdíveis" de G-Dragon. Jon Caramanica do The New York Times descreveu-o como um "tesouro cultural - hilário, vertiginoso e cheio de explosões de cores para os olhos". E. Alex Jung da Vulture.com sentiu que o vídeo musical estava "cheio de piadas" e "concorda com a indústria de fast fashion da Coreia". Além disso, ele observou referências vindas do personagem  Coringa do filme Batman: O Cavaleiro das Trevas.

## Desempenho nas paradas musicais
Na Coreia do Sul, "Crayon" estreou em número treze na Gaon Digital Chart, em número doze na Gaon Download Chart com vendas de 169,503 mil downloads digitais pagos e de número 89 na Gaon Streaming Chart com 356,952 mil transmissões. Na semana seguinte, atingiu seu pico de número três na Gaon Digital Chart e Gaon Download Chart com vendas de 363,647 mil downloads digitais, enquanto subiu para a posição de número dois na Gaon Streaming Chart com mais de dois milhões de transmissões. Adicionalmente, "Crayon" se estabeleceu em número oito na parada mensal da Gaon Digital Chart por dois meses consecutivos. Nos Estados Unidos, atingiu seu pico de número cinco na Billboard World Digital Songs.

### Posições
| Paradas (2012)                                 | Melhor posição |
| ---------------------------------------------- | -------------- |
| Coreia do Sul (Gaon Weekly Digital Chart)      | 3              |
| Coreia do Sul (Gaon Monthly Digital Chart)     | 8              |
| Coreia do Sul (Gaon Weekly Download Chart)     | 3              |
| Coreia do Sul (Gaon Weekly Streaming Chart)    | 2              |
| Coreia do Sul (Billboard K-pop Hot 100)        | 4              |
| Estados Unidos (Billboard World Digital Songs) | 5              |

### Vendas
| País          | Parada                     | Vendas    |
| ------------- | -------------------------- | --------- |
| Coreia do Sul | Gaon Download Chart (2012) | 1,746,682 |